# Елиф Шафак
Елиф Шафак (на турски: Elif Şafak) е турска писателка, есеистка, феминистка, активистка за правата на жените.
Шафак пише на турски и на английски език. Има публикувани 19 книги, 12 от които са романи, а творчеството ѝ е преведено на 55 различни езика.
Шафак е активистка за правата на жените, на малцинствата и за свободата на словото. Сред темите, по които пише и говори, са също глобалната и културна политика, бъдещето на Европа, Турция и Близкия Изток, плурализма и демокрацията.

## Биография
Истинското име на Шафак е Елиф Билгин. Родена е на 25 октомври 1971 година в Страсбург, Франция, в семейството на философа Нури Билгин и Шафак Атайман, която по-късно става дипломат. Когато е на 1 година, родителите ѝ се развеждат. След развода на родителите си тя остава при майка си и двете живеят в Испания и Йордания, след това се връщат в Турция. Шафак смята, че това, че не е израснала в традиционно патриархално семейство, оказва значително влияние върху творчеството ѝ.
Тя завършва Техническия университет в Анкара, защитава дисертация по философия, посветена на проблемите на половата идентичност. След едногодишно обучение със стипендия в САЩ е поканена като преподавател последователно в няколко американски университета.
Живее в Турция и САЩ, пише на турски и английски, публикува статии и коментари в пресата в САЩ и Европа.
Когато става на 18 г. комбинира своето първо име с първото на майка си (şafak, значещо „зора“), като така създава творческия си псевдоним.
Тийнейджърските си години Шафак прекарва в Мадрид и Аман, след което се връща в Турция. Живяла е из целия свят – Бостън, Мичиган, Аризона, Истанбул, Лондон, като пътуването из тези места повлиява на писането ѝ. Тя не вижда себе си като мигрираща от страна в страна, от град в град, а от език в език. Дори на родния си турски език тя си играе с думите на различни култури. През цялото време обаче остава дълбоко свързана с Истанбул, който има главна роля в нейните творби. В резултат мултикултурализмът и космополитизмът са неизменно свързани както с живота ѝ, така и с работата ѝ.
През 2005 г. се омъжва за турския журналист и бивш главен редактор на турския вестник „Радикал“ Еюп Джан, с когото имат две деца.
В началото на април 2012 г. Шафак гостува в София за представянето на романа си Чест. „Всеки миг тук – споделя тя в края на посещението си – беше изпълнен с наслада. Срещнах се с хора с прекрасни умове и прекрасни души“.
В края на 2013 г. Шафак е избрана за вицепрезидент на Кралската литературна общност (Royal Society of Literature)
От 2013 г. насам Шафак живее в Лондон със съпруга си и двете им деца, като често пътува до Истанбул.
През 2017 г. Шафак публично разкрива, че е бисексуална. Това признание тя прави при второто си излизане пред публиката на TED (първото е през 2010 г.). В този момент от речта си тя казва: „Като писатели ние винаги, разбира се, търсим и преследваме някакви истории, но също така се интересуваме и от мълчанието, от нещата, за които не можем да говорим – като политическите табута, културните табута. Също така се интересуваме и от собственото си мълчание. Винаги съм давала гласност и съм писала много за правата на малцинствата, на жените, на ЛГБТ. Но докато си мислех за участието си тук в TED, разбрах едно: никога не съм имала смелостта да кажа публично, че аз самата съм бисексуална. Не съм го направила досега, защото толкова се страхувах от клеветата и стигмата, от присмеха и омразата, които знаех, че със сигурност ще последват. Но разбира се, човек никога не трябва да мълчи от страх пред трудността“.
През същата 2017 г. голямата американска компания за политическа журналистика „Политико“ определя Елиф Шафак за „един от 12-те души в света, които могат да ни дадат така необходимия екстаз на сърцето“.
През 2020 г. е част от журито за определяне носителя на престижната британска награда за политическо творчество „Оруел“, а през 2021 г. е сред журито и за връчване наградата на „ПЕН/Набоков“ за значим принос към международната литература.

## Истанбул
Истанбул винаги е имал централна роля в писането на Шафак. Тя го описва в женски род, представяйки го като стара жена с младо сърце, която е вечно жадна за нови истории и нова любов. Шафак споделя, че „Истанбул кара човек да осъзнае, макар и не интелектуално, а интуитивно, че Изтокът и Западът са само въображаеми концепции и затова представата за тях може да се изменя.“ В същата статия, написана за списание „Time“, Шафак допълва: „Изтокът и Западът не са като вода и олио. Те могат да се смесват. А в град като Истанбул те се смесват интензивно, непрестанно, изключително.“
В статия, написана за Би Би Си, тя казва: „Истанбул е като голяма многоцветна матрьошка – отваряш я и намираш друга кукла вътре. Отваряш и нея, и отново намираш нова кукла. Той е като коридор с огледала, където нищо не е точно както изглежда. Човек трябва да е предпазлив, когато вмества Истанбул в определени категории. Ако има нещо, което този град не харесва, то това са клишетата.“
За привързаността си към Истанбул Шафак пише: „Аз съм истанбулчанка в сърцето си, дори да не мога да се връщам там. Обичта и загрижеността ми към града е безгранична, което личи и в романите ми. Където и да съм, Истанбул е в мен. Ние не загърбваме местата, които обичаме, само защото сме физически откъснати от тях.“

## Майчинство, феминизъм и пост-феминизъм
Елиф Шафак израства с два много различни модела на турската майка – майка ѝ, която е модерна работеща жена с образование, и религиозната ѝ баба, която държи на традициите. Творбите ѝ винаги са насочени към малцинствата и субкултурите, както и към ролята на жената в обществото. След раждането на дъщеря ѝ през 2006 г. тя изпада в депресия, период, който тя описва в мемоара си „Черно мляко: за писането, майчинството и харема вътре в нас“, в който се смесват измислица и реалност. Относно книгата Шафак казва: „Нарекох книгата „Черно мляко“ по две причини. Първо, тя разказва за следродилната депресия и показва, че майчиното мляко невинаги е толкова бяло и чисто, колкото обществото си представя. Второ, заради тази депресия аз успях да намеря вдъхновение; от черното мляко успях да направя един вид мастило.“

## Свобода на словото
Шафак е активистка за правата на жените, на малцинствата и за свобода на словото. Тя често подкрепя протестиращите в Турция срещу режима на Ердоган, има открити писма и речи и към други политици, като например в подкрепа на правата на хомосексуалните в Русия, към Путин. Говори за опасността от популизма и национализма.
За приноса си към международния диалог, правата на човека и свободата на словото и мисълта, през 2012 г. Шафак е обявена за „Кавалер на ордена на изкуствата и буквите“ от френското посолство в Анкара. Връчвайки ѝ ордена, френският посланик в Анкара специално обръща внимание колко много книгата ѝ Копелето на Истанбул допринася за свободата на словото и мисълта, „омагьосвайки толкова много хора във Франция, а и по целия свят“. Този роман на Шафак е най-продаваната книга в Турция за 2006 г. и в части от него става дума за турския геноцид над арменците, заради което съдебните власти в Турция повдигат процес срещу нея, но накрая обвиненията отпадат, тъй като не биват констатирани правни елементи на престъпление.
Случаят с Копелето на Истанбул не е единственият, при който Шафак е подложена на разследвания. Малко след излизането на 10 минути и 38 секунди в този странен свят, отделни изрази от книгата биват разпространявани по социалните мрежи в Турция и окачествявани като „неприлични“, което довежда до прокурорска заповед за изземване на наличните книги от офиса на турското издателство на Шафак, за да бъдат обстойно прегледани. Освен 10 минути и 38 секунди в този странен свят, на такава проверка е подложен и Речник на погледите. „И двете ми книги – казва Шафак – изследват сложни и трудни теми: сексуалния тормоз, половата дискриминация, насилието над деца. През 2006 г., заради Копелето на Истанбул бях изправена пред съда и думи на моите измислени арменски герои от книгата бяха посочвани като „обидни за турската нация“. В резултат на това турският ми адвокат трябваше да защитава не само мен, но и героите ми. Много ми се иска да кажа, че Турция е постигнала напредък относно правата на човека и свободата на словото, но се страхувам, че е точно обратното. Нито една държава не е имунизирана срещу възхода на популисткия национализъм. Тъй като либералните демократични ценности продължават да бъдат застрашени, ние, разказвачите на истории, сме изправени пред неочаквани предизвикателства. Дорис Лесинг казва, че литературата е анализ след събитието. Но има и моменти, когато литературата се превръща в анализ по време на събитието. Парадоксално, но в момент, в който истината е атакувана, писателите се налага да защитават художествената литература още по-силно. В ерата на гнева, трибализма и апатията се нуждаем от истории за свързаност, хуманизъм и съпричастност. Навсякъде, където демокрацията отстъпва, ще наблюдаваме увеличение на цензурата и нетърпимостта. Днес, повече от всякога, литературата трябва да бъде и истории за онова, което е премълчавано.“

## Творчество

### Романи
Още с първия си роман (Pinhan, 1997 г., не е превеждан досега на български) Шафак грабва вниманието на литературните среди и е отличена с престижната награда „Руми“ в категория „трансцедентална/мистична литература“ за 1998 г. в Турция.
Следват „Огледалата на града“ и „Речник на погледите“, като втората от споменатите книги печели наградата „Най-добър роман“ за 2000 г., връчвана от Асоциацията на турските писатели.
През 2002 г. се появява Дворецът на бълхите, а три години по-късно романът е в британския списък на „Independent“ за най-добра чуждоезична литература. Шафак написва книгата първо на турски (Bit Palas), а след това и на английски (The Flea Palace).
Написана дебютно на английски, през 2004 г. излиза Светецът на неизбежната лудост (The Saint of Incipient Insanities). На турски (Araf) е преведена от работещото с Шафак издателство. По същия начин е и със следващия ѝ роман – Копелето на Истанбул (The Bastard of Istanbul, англ.; Baba ve Piç, тур.).
След като от печат излиза романът ѝ Копелето на Истанбул (2006), където се говори за отричания от турското правителство геноцид над арменците, Шафак на два пъти е обвинявана за „обида към нацията“ и я заплашва затвор в размер на три години. И двете обвинения са снети поради недостиг на доказателства. „За себе си съм щастлива, – казва Шафак след отпадналите обвинения – но също така съм и притеснена от заплахата срещу свободното изразяване в Турция. Страната ми се нуждае от промени – както в правната система, така и в обществото като цяло. Чак тогава бихме могли да празнуваме.“ Още преди повдигането на обвиненията книгата се радва на голям интерес в Турция. Шафак участва в множество нейни четения и беседи из цялата страна, като само за първите четири месеца след превода ѝ на турски книгата е с повече от 50 хил. продажби, а през 2008 г. е номинирана за спечелване на една от най-престижните британски награди за литературно творчество – „Ориндж“
Когато през март 2009 г. Шафак публикува Любов (The Forty Rules of Love, англ.; Aşk, тур.), романът бързо се превръща в най-търсената и четена книга на Шафак, бестселър в Турция и Франция и с преводи на 39 езика. Романът е отличен с френската награда ALEF (2011 г.) и е номиниран за наградата IMPAC (2012 г.) През 2019 г. BBC включва Любов на Шафак сред 100-те романа на всички времена, които са променили света, а в България една от книжарските компании обявява в началото на 2020 г., че във веригата ѝ Любов е най-продаваната книга за цялото предходно десетилетие, поради което издателят на книгите на Шафак за България Егмонт България в поредицата си „Анишър“ предлага на читателите специално юбилейно издание на романа. (В същата обявена листа за най-продаваните книги попадат дори още два от романите на Шафак – Чест и Копелето на Истанбул). През октомври 2019 г. от Netflix обявяват, че са закупили правата за екранизация на абсолютния бестселър на Шафак и започват работа по заснемането на пресъздаващ Любов сериал.
През 2011 г. Шафак публикува Чест (İskender, тур.; Honour, англ.). Романът излиза на български през 2012 г. и за представянето му Шафак гостува през април същата година в София. Събитието е в Археологическия музей, а участие взима и Георги Господинов. Книгата е номинирана за Азиатската литературна награда (2012 г.), както и за британската Женска награда за художествена литература (2013 г.)
Около личността на Синан, най-известния османски архитект, Шафак изгражда история, публикувана през 2013 г. в романа ѝ Майстора на куполи (Ustam ve Ben, тур.; The Architect's Apprentice, англ.). Книгата е в номинациите през 2015 г. за наградата на Кралската литературна общност и за присъжданата за исторически роман награда „Уолтър Скот“. Гардиън пише по повод Майстора на куполи: „Този назидателен, емоционално силен роман показва как омразата и завистта могат да разрушават, но и как любовта може да изгради света наново“.
През 2016 г. излиза романът ѝ Трите дъщери на Ева (Havva'nın Üç Kızı, тур.; Three Daughters of Eve, англ.). Файненшъл Таймс определя книгата като „интелигентно, ожесточено и завладяващо четиво, което прави сложните богословски въпроси разбираеми и уместни“.
През 2019 г. Шафак публикува романа си 10 минути и 38 секунди в този странен свят (On Dakika Otuz Sekiz Saniye, тур.; 10 Minutes 38 Seconds in This Strange World, англ.), който също се радва на широко международно признание сред критиката. „Blackwell's Book“ го определя за книга на 2019 г., а същата година е и сред номинираните за спечелване на престижната британска награда Букър за художествена литература. През 2020 г. е и в номинациите за наградата на Кралската литературна общност, а 2021 г. е предложен за спечелване на международната литературна награда IMPAC. Ню Йорк Таймс нарича книгата „смела, подривна, отлична!“, а Гардиън заявява, че „Шафак поглежда пронизващо и непоколебимо травмата, на която са подложени съзнанието и тялото на жената, функционираща в социална система, определяна от патриархални кодекси“. По повод романа, британският драматург и писател Ханиф Курейши възкликва за Шафак: „Един от най-добрите писатели на нашето съвремие!“.
2021 г. излиза романът ѝ Островът на изгубените дървета (The Island of Missing Trees, англ.), който Шафак посвещава на „имигрантите и изгнаниците навсякъде по света“. „Тази трогателна история на двама влюбени в болезнено разделения постколониален Кипър – пише Гардиън – изследва сложните теми на забраняваната любов, загубата на дома, тайните и справянето с миналото.“ „Една изключително въздействаща приказка за любов във време на политическо разделение – коментира Таймс, – история за травматична раздяла и изгнание, родени от насилието.“ „Силно и завладяващо произведение, чийто свят на суеверия, естествена красота и сурова родова лоялност се превръща и във ваш собствен свят. Оо, а един от разказвачите е смокиново дърво!“ – възкликва Файненшъл Таймс. Своите възхищения от книгата на Шафак споделят и много от известните съвременни писатели. „Блестящ роман – казва Робърт Макфарлън, – от който звучи така характерното за Шафак състрадание към пренебрегваните и недообичаните, към онези, които историята е заточила, изключила или разделила. Знам, че ще развълнува много читатели по целия свят, както направи и с мен“. „Прекрасен, сърцеразридателен роман – споделя Маргарет Атууд, – фокусиран върху мрачните тайни на гражданските войни и злините на екстремизма: Кипър, злочести влюбени, убити любими, наранени деца. Изкореняване.“ „Мъдър роман – пише Дейвид Мичъл – за любовта и скръбта, за корените и клоните, за дома и вярата. Островът на изгубените дървета е балсам за нашите наранени времена.“ Романът е номиниран за спечелване на наградата „Коста“ за 2021 г. – едно от най-престижните британски литературни отличия.

### Детска литература
През 2014 г. (на български – през 2016 г.) Елиф Шафак събира вниманието и на малките читатели, издавайки Сакъз Сардуня (Sakız Sardunya, тур.). Това е името и на главната героиня, малко момиченце, на което останалите се подиграват заради името ѝ. То, обаче, е умно, любопитно и пълно с много идеи. Едно от посещенията му в библиотеката го довежда до вълнуващо приключение, изпълнено колкото с вълшебства, толкова и с разумен поглед към заобикалящ свят, макар и през детски очи.

### Нехудожествена литература
След раждането на първото си дете (2006 г.), Шафак изпада в следродилна депресия. За преживяванията си в този период, за предизвикателствата пред това да бъдеш едновременно жена, майка, съпруга, писател, а и като опит за справяне – именно чрез писането, – Шафак разказва в притежаващата ѝ автобиографичен характер книга Черно мляко – за писането, майчинството и харема вътре в нас (Siyah Süt, тур.; Black Milk: On Writing, Motherhood, and the Harem Within, англ.). В книгата си Шафак обръща сериозно внимание и на творчеството на писателите, които силно са повлияли на формирането на възгледите ѝ.
На български през 2020 г. излиза издадената по-рано през същата година Как да запазим разума си във време на разединение (How to Stay Sane in an Age of Division, англ.). В есето си Шафак наднича към корените на повсеместно разпространяващите се чувства на тревожност и песимизъм, на разделение и дезинформация, и търси отговор на въпроса как може да останем здрави, надяващи се и вярващи, въпреки всичко. „За Шафак – пише Гардиън по повод тази нейна творба – самоличността не е толкова значката, която носим на дрехата си или печатите в паспорта ни, а плавен набор от отношения и истории, които разказваме за себе си и които ни приближават вместо да ни разделят от останалите. Следяща както последствията от пандемията, така и най-лошите съвременни клишета за „благосъстоянието“, Шафак ни приканва да приемем, че ще се чувстваме унили пред реалните бедствия в света или – както сама казва – напълно е добре да не се чувстваме добре“.
Есетата на Шафак обхващат теми като: принадлежност, идентичност, пол, политика, литература, мултикултурализъм, свобода, творчество и др.
Възгледите и популярността ѝ често са повод да бъде търсена и канена като автор на статии за едни от най-големите медийни издания като Гардиън, Ню Йорк Таймс, Шпигел и др.

### Отношение към суфизма
Шафак започва да се интересува от суфизма, когато е на около 20 години и е студентка. Този ѝ интерес се проявява във всички нейни творби. В романа „Любов“ тя разглежда темата за суфизма, разказвайки за любовта между американска домакиня еврейка и модерен суфист, който живее в Амстердам. Тяхната необичайна история е разказана едновременно с тази за невероятната духовна връзка между Руми и Шамс от Тебриз. Шафак споделя в интервю пред „Гардиън“, че „колкото повече четеш за суфизма, толкова повече трябва да се вслушваш. С времето се привързах емоционално. Когато бях по-млада, не се интересувах от това да разбирам света. Исках само да го променя чрез феминизъм, нихилизъм или природозащитничество. Но колкото повече четях за суфизма, толкова повече забравях какво съм научила, защото това прави суфизмът с теб – кара те да изтриеш всичко от съзнанието си, на което си бил научен и в което си сигурен. И след това започваш да мислиш отново. Но този път не със съзнанието си, а със сърцето си.“

## Участия в TED
Елиф Шафак застава два пъти пред публиката на TED.
Първият път (The politics of fiction) е през 2010 г. и към ноември 2022 г. видеото е гледано от над 2,5 млн души. В речта ѝ, сред която присъстват множество автобиографични моменти, Шафак говори и за силата на историите и как те преминават през всякакви граници – когато ги слушаме, когато ги четем, когато ги създаваме. Думите на Шафак биват определяни като „най-откровената ѝ изповед, поднесена с думи, носещи толкова много истина, особено за онази порода хора, чийто дух е необятен бурен океан“. „Книгите са спасили – казва Шафак в речта си – затвореното, стеснително дете, което някога бях. Но ми е известна и опасността от превръщането им във фетиш. Когато поетът и мистик, Руми, срещнал своя духовен спътник, Шамс от Табриз, едно от нещата, които Шамс направил, било да хвърли книгите му във водата и да гледа как буквите се размивали. Суфистите казват: „Знание, което не те усъвършенства, е много по-лошо от невежеството.“ Проблемът в днешните културни гета не е липсата на знания. Знаем много едни за други, или поне така си мислим. Но знание, което не ни усъвършенства, ни прави сноби, резервирани и изолирани. Има една метафора, която обичам: „живот като стрелките на компас.“ Както знаете, стрелката на компаса е неподвижна в средата. В същото време останалата ѝ част прави голям кръг, движейки се непрекъснато. По същия начин и моята белетристика. Една част е прикована в Истанбул със здрави турски корени. Другата обикаля света, докосвайки се до различни култури. В този смисъл, възприемам своята белетристика едновременно като местна и универсална, едновременно оттук и отвсякъде“.
Второто участие (The revolutionary power of diverse thought) е през 2017 г. и към ноември 2022 г. видеото е гледано от над 6 млн души. „Не са ми чужди тревогите – казва в речта си Шафак – и макар да говоря тук и сега за силата на емоциите -- знам силата на емоциите -- с времето открих, че емоциите не са съвсем безкрайни. Знаете ли, те си имат граница. Идва момент – повратна точка или праг – когато се уморите да се чувствате уплашени и тревожни. И мисля, че не само отделните хора, но може би и нациите също имат своите критични точки. Така че по-силно от емоциите е дори самото ми осъзнаване, че не само полът, не само идентичността, но и самият живот е променлив и неустановим. Те искат да ни разделят като на племена, но ние сме свързани през и над самите граници. Те проповядват някаква сигурност, но ние знаем, че в живота има твърде много магия и неяснота. Харесва им да подбуждат към дуалности, но у нас има далеч повече нюанси. И така, какво може да направим? Мисля, че трябва да се върнем към основите, към цветовете на азбуката. Ливанският поет Джубран Халил казва: „Научих се на мълчание от приказливия, на толерантност – от нетолерантния, на доброта – от не толкова милия“. Мисля, че това е страхотен девиз за нашето време“.

## Библиотека на бъдещето
През 2017 г. Елиф Шафак става четвъртият поканен автор (след Маргарет Атууд – 2014 г., Дейвид Мичъл – 2015 г. и исландецът Сигерьон Сигурдсон – Сьон – 2016 г.) в проекта „Библиотека на бъдещето“ (Future Library project). Проектът е по идея на шотландската художничка Кейти Патерсън и започва през 2014 г. Текстовете, с които авторите се включват към проекта, ще видят бял свят и ще бъдат напечатани за първи път сто години след началото на самия проект – през 2114 г. Дотогава никой човек няма да има достъп до съдържанието на написаното. Всяка година до 2114-а ще бъде отправяна покана към един автор, който да напише специален текст. Произведенията се и ще бъдат съхранявани в изградена за проекта стая към Обществената библиотека в Осло (Норвегия), а напечатването им ще стане на хартия, изработена от засадени също за целта хиляда дървета (в гората Нордмарка, обхващаща северните части на Осло). След Шафак поканените и включили се в проекта са южнокорейската поетеса и писателка Хан Канг (2018 г.), норвежкият писател Карл Уве Кнаусгор (2019 г.), виетнамско-американският поет Оушън Вуонг (2020 г.) и писателката от Зимбабве Цици Дангарембга (2021 г.).
Патерсън аргументира поканата към Шафак така: „Творчеството ѝ отваря всякакви граници: културни, географски, политически, религиозни, идеологически и говори на всякакви езици. Историите ѝ са вълшебни и задълбочени, изграждат връзки между хората и местата, знак са за надежда в това особено време на разединение.“
„Искам да напиша текст – казва Шафак след поканата, – който да има смисъл за хората, когато го четат в бъдеще. Може би нещо, което да отразява притесненията на нашето време и какво е усещането да живееш точно в тези времена“.
На церемония през юни 2018 г. сред засадените за проекта хиляда дървета, Шафак предава текста си (озаглавен „Последното табу“) на съхранение в „Библиотеката на бъдещето“, а Патерсън се обръща към нея с думите: „Идеята за Библиотеката се роди именно заради твоите творби. Сега думите ти се съхраняват в пръстените на тези все още малки дървета.“

### На български
- Любов. Превод: Емилия Л. Масларова. София: Егмонт България, 2010, 384 с. (ISBN 978-954-27-0501-7)[68] (Оригинално заглавие: The Forty Rules of Love)
- Копелето на Истанбул. Превод: Емилия Л. Масларова. София: Егмонт България, 2011, 320 с. (ISBN 978-954-27-0648-9)
- Чест. Превод: Емилия Л. Масларова. София: Егмонт България, 2012, 432 с. (ISBN 978-954-27-0756-1)[69]
- Черно мляко: за писането, майчинството и харема вътре в нас. Превод: Емилия Л. Масларова. София: Егмонт България, 2012, 273 с. (ISBN 978-954-27-0855-1)
- Дворецът на бълхите. Превод: Алина Караханова. София: Егмонт България, 2013, 367 с. (ISBN 978-954-27-0939-8)
- Светецът на неизбежната лудост. Превод: Красимира Абаджиева. София: Егмонт България, 2013, 303 с. (ISBN 978-954-27-1079-0)
- Майстора на куполи. Превод: Красимира Абаджиева. София: Егмонт България, 2014, 341 с. (ISBN 978-954-27-1348-7)
- Речник на погледите. Превод: Красимира Абаджиева. София: Егмонт България, 2015, 280 с. (ISBN 978-954-27-1562-7)
- Сакъз Сардуня. Превод: Севджан Кендже. София: Егмонт България, 2016, 139 с. (ISBN 978-954-27-1722-5)
- Трите дъщери на Ева. Превод: Красимира Абаджиева. София: Егмонт България, 2017, 415 с. (ISBN 978-954-27-2070-6)
- Огледалата на града. Превод: Севджан Кендже. София: Анишър, Егмонт България, 2018, 350 с. (ISBN 978-954-27-2244-1)
- 10 минути и 38 секунди в този странен свят. Превод: Красимира Абаджиева. София: Анишър, Егмонт България, 2019, 256 с. (ISBN 978-954-27-2341-7)
- Как да запазим разума си във време на разединение. Превод: Красимира Абаджиева. София: Анишър, Егмонт България, 2020, 80 с. (ISBN 978-954-27-2485-8)
- Островът на изгубените дървета. Превод: Красимира Абаджиева. София: Анишър, Егмонт България, 2021, 360 с. (ISBN 978-954-27-2648-7)